# Bacúrov
Bacúrov (allemand : Wasserau, hongrois : Bacúr) est un village de Slovaquie situé dans la région de Banská Bystrica.

## Histoire
La première mention écrite du village date de 1255.

## Démographie

### Évolution de la population
| Année:               | 1994. | 2004.    | 2014.    | 2024.   |
| -------------------- | ----- | -------- | -------- | ------- |
| Nombre de personnes: | 98    | 121      | 164      | 159     |
| Différence:          |       | +23,46 % | +35,53 % | -3,04 % |

| Année:               | 2023. | 2024.   |
| -------------------- | ----- | ------- |
| Nombre de personnes: | 158   | 159     |
| Différence:          |       | +0,63 % |